# 7. únor
7. únor je 38. den roku podle gregoriánského kalendáře. Do konce roku zbývá 327 dní (328 dní v přestupném roce). Svátek má Veronika.

## Události

### Česko
- 0999 – Po smrti Boleslava II. se stal jeho nástupcem jeho syn Boleslav III., zvaný Ryšavý.
- 1311 – Jan Lucemburský byl korunován českým králem, Eliška Přemyslovna českou královnou.
- 1477 – V Praze se měla konat svatba krále Vladislava II. Jagellonského s Barborou z rodu Hohenzollernů, ale poté, co Matyáš Korvín Barboře odepřel slezské knížectví, ztratil Vladislav II. o nevěstu zájem.
- 1847 – V nemocnici milosrdných bratří Na Františku provedl Celestýn Opitz jednu z prvních operací v Evropě využívajících éterovou narkózu.[1]
- 1900 – V Jablonci nad Nisou byl zahájen provoz elektrické tramvaje.
- 1945 – V Brně byl Vladimírem Blažkou a Aloisem Bauerem proveden atentát na Augusta Gölzera, který byl po Reinhardu Heydrichovi druhým nejvyšším představitelem nacistické organizace SS, na něhož byl v Protektorátu Čechy a Morava proveden úspěšný atentát.
- 1968 – V Malostranské besedě proběhla premiéra hry Divadla Járy Cimrmana Domácí zabijačka.
- 1990 – Činnost Národní fronty ukončena.

### Svět
- 0457 – Leon I. se stal císařem Byzantské říše
- 1301 – Edward of Caernarion (pozdější Eduard II.) se stal 1. princem Waleským
- 1497 – Girolamo Savonarola vede slavnostní procesí z Florencie do kláštera San Marco, po kterém uspořádal první veřejné pálení luxusních předmětů (tzv. "očistec marnivosti").
- 1522 – Bruselská dohoda rozdělila Habsburky na španělskou a rakouskou větev
- 1528 – Bern, nejsilnější kanton v jižním Švýcarsku, oficiálně přešel na protestantskou víru, kterou propagovali švýcarští náboženští reformátoři Ulrich Zwingli a Johannes Oekolampadius.
- 1550 – Giovanni Maria del Monte zvolen 221. papežem, vybral si jméno Julius III.
- 1920 – Bolševiky popraven admirál Kolčak, vládce Sibiře.
- 1945 – Na žádost Švýcarska bylo z koncentračního tábora Terezín propuštěno 1200 vězňů.
- 1950 – USA a Spojené království uznaly vietnamskou vládu Bao Daie, ačkoli SSSR uznal 31. ledna vládu jeho protivníka Ho Či Mina.
- 1968 – Byla při startu zničena Luna 1968A, která se měla stát umělou družicí Měsíce
- 1974 – Grenada získala nezávislost.
- 1992 – Byla podepsána Maastrichtská smlouva.
- 1996 – Letsie III. se stal králem Lesotha.
- 1999
  - Abdallah II. se stal králem Jordánska.
  - Ke kometě Wild 2 vystartovala sonda Stardust.
- 2005
  - Generální tajemník OSN Kofi Annan odvolal z funkcí dva vysoké diplomaty Benona Sevana a Josepha Stephanidese, zapletené do korupce v rámci programu Ropa za potraviny, programu pro prodej irácké ropy za účelem dodávek potravin do Iráku.
  - Tři neznámí útočníci vnikli na španělský konzulát ve švýcarském hlavním městě Bernu a zajali několik zaměstnanců jako rukojmí. Motiv jejich činu byl zřejmě kriminální, patrně se neúspěšně pokusili ukrást obsah trezoru. Pachatelům se podařilo uprchnout ještě před příjezdem policie.

## Narození

### Česko

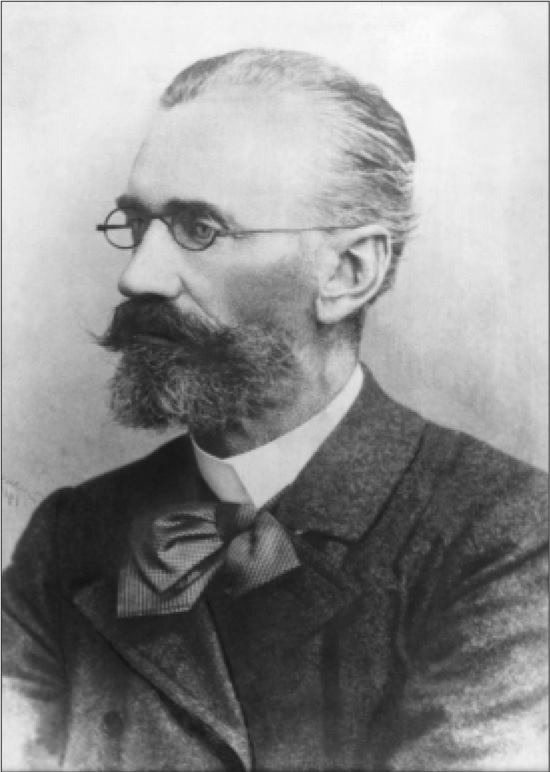
Gustav Ziegelheim (* 1839; kartograf a profesor)

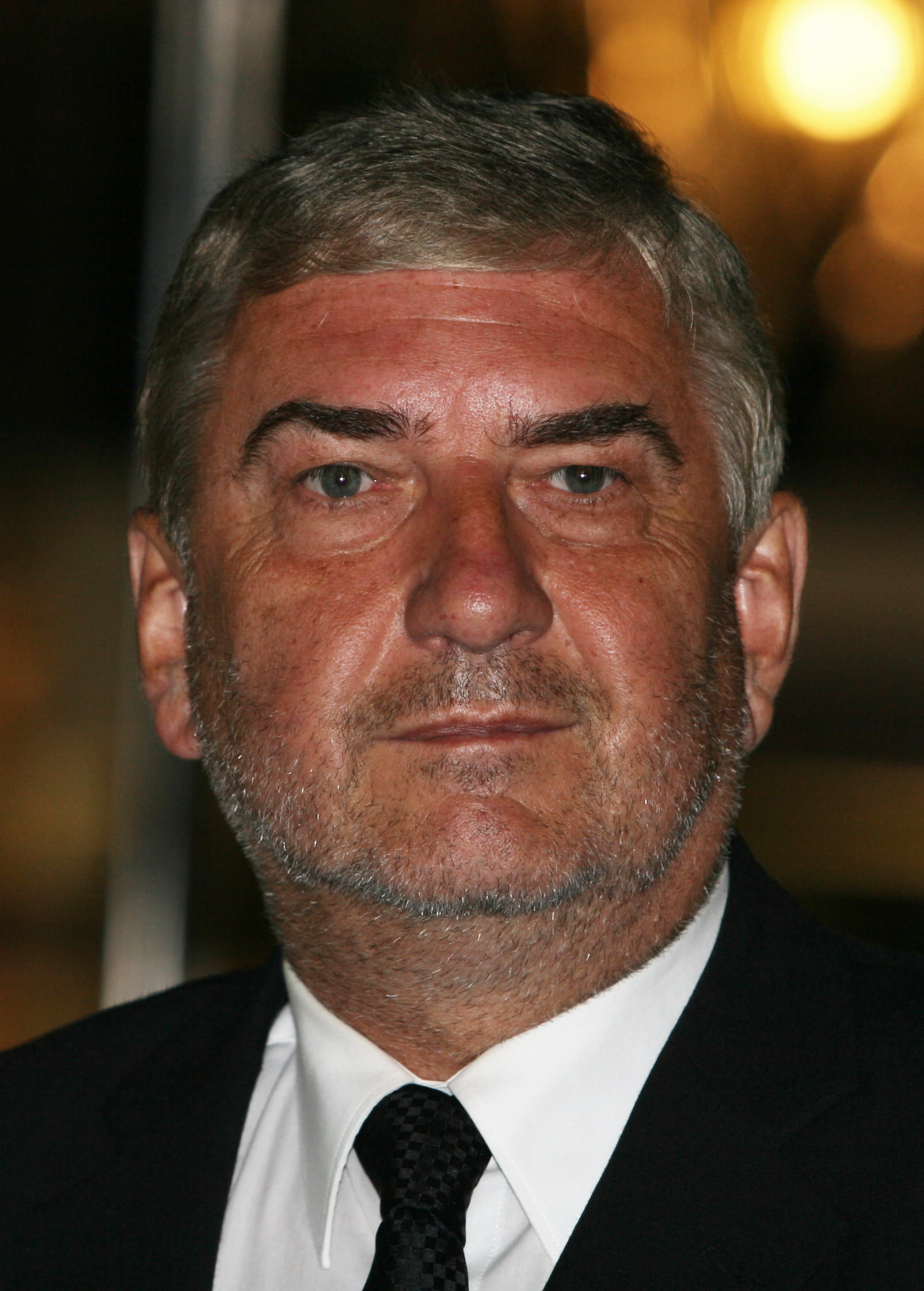
Miroslav Donutil (* 1951; herec)

- 1790 – František Doubravský, hudební skladatel, sbormistr a varhaník († 28. dubna 1867)
- 1797 – Vincenc Barták, hudební skladatel († 29. září 1861)
- 1820 – Anna Dvořáková, matka skladatele Antonína Dvořáka († 15. prosince 1882)
- 1825 – Karel Kořistka, matematik († 18. ledna 1906)
- 1835 – Čeněk Vinař, varhaník a hudební skladatel († 16. prosince 1872)
- 1839
  - Robert Daublebský ze Sternecku, český šlechtic, vojenský zeměměřič, astronom a geofyzik († 2. listopadu 1910)
  - Gustav Ziegelheim, český montanista a kartograf německé národnosti, příbramský profesor a rektor († 13. listopadu 1904)
- 1842 – Refia Sultan, osmanská princezna a dcera sultána Abdulmecida I. († 4. ledna 1880)
- 1852 – Josef Brenner, generální vikář českobudějovické diecéze († 26. července 1924)
- 1855
  - Karla Absolonová-Bufková, spisovatelka († 29. listopadu 1941)
  - Jan Koula, architekt, výtvarník a etnograf († 18. května 1919)
- 1863 – Jan Tenora, církevní historik († 1. prosince 1936)
- 1864 – Viktor Roman Moser, hudební skladatel a pedagog († 16. června 1939)
- 1869 – Jindřich Šimon Baar, spisovatel († 24. října 1925)
- 1874 – Josef Holý, československý politik († 6. února 1928)
- 1878 – Josef Volf, historik († 12. května 1937)
- 1881 – Mařenka Zieglerová, operetní zpěvačka a herečka († 7. listopadu 1966)
- 1885 – Hanuš Zápal, architekt († 28. listopadu 1964)
- 1886 – J. R. Hradecký, spisovatel, dramatik a žurnalista († 5. července 1947)
- 1889 – Ludwig Winder, český, německy píšící, spisovatel, novinář a literární kritik († 16. června 1946)
- 1892 – Karel Opočenský, šachový mezinárodní mistr († 16. listopadu 1975)
- 1904 – Irena Bernášková, novinářka a odbojářka († 26. srpna 1942)
- 1907 – Bohuš Heran, virtuóz na violoncello a hudební pedagog († 4. května 1968)
- 1917 – Josef Dubský, hispanista († 1996)
- 1921
  - František Penc, ministr hornictví vlád Československa a diplomat († 16. dubna 1972)
  - Zdeněk Chlup, architekt a politik († 21. března 2002)
- 1922 – Jan Skácel, spisovatel († 7. listopadu 1989)
- 1923
  - Jiří Pelikán, novinář, politik († 26. června 1999)
  - Lubor Tokoš, herec († 29. září 2003)
  - Zbyněk Malinský, spisovatel († 7. března 2005)
- 1925
  - Ján Hluchý, československý basketbalista († 13. července 1995)
  - Jiří Kalousek, malíř, kreslíř, karikaturista a ilustrátor († 23. února 1986)
- 1926 – Jaroslav Pitner, bývalý trenér národního československého hokejového družstva († 20. března 2009)
- 1931 – Jiří Kořalka, historik († 30. ledna 2015)
- 1940
  - Jiří Ramba, lékař, specialista na čelistní a obličejovou chirurgii († 23. ledna 2023)
  - Jan Lopatka, literární kritik, redaktor a signatář Charty 77 († 9. července 1993)
- 1942 – Ivan Mládek, hudebník a komik
- 1947 – Jiří Rak, historik
- 1948
  - Jana Preissová, herečka
  - František Provazník, fotograf a veslař, bronzová na OH 1972
  - Alexander Babraj, scénograf, výtvarník († 21. června 2007)
- 1950 – Jiří Stodůlka, politik a energetik
- 1951
  - Jiří Cieslar, vysokoškolský pedagog, filmový a literární kritik († 16. ledna 2006)
  - Miroslav Donutil, herec
  - Michal Hlaváček, architekt
- 1956 – František Skála, výtvarný umělec
- 1957 – Pavel Skála, kytarista
- 1961 – Zdeněk Bakala, miliardář a podnikatel
- 1965 – Petr Váša, básník, skladatel, výtvarný umělec
- 1967 – David Nykl, kanadský herec českého původu
- 1973 – Andrej Anastasov, herní novinář, spoluzakladatel prvního escort servisu v ČR
- 1974 – Ivo Lukačovič, podnikatel
- 1985 – Martina Klírová, herečka
- 1988
  - Marta Prokopová, divadelní herečka
  - Martin Rota, videobloger, první tělesně postižený Čech, který zdolal Kilimandžáro a Elbrus

### Svět

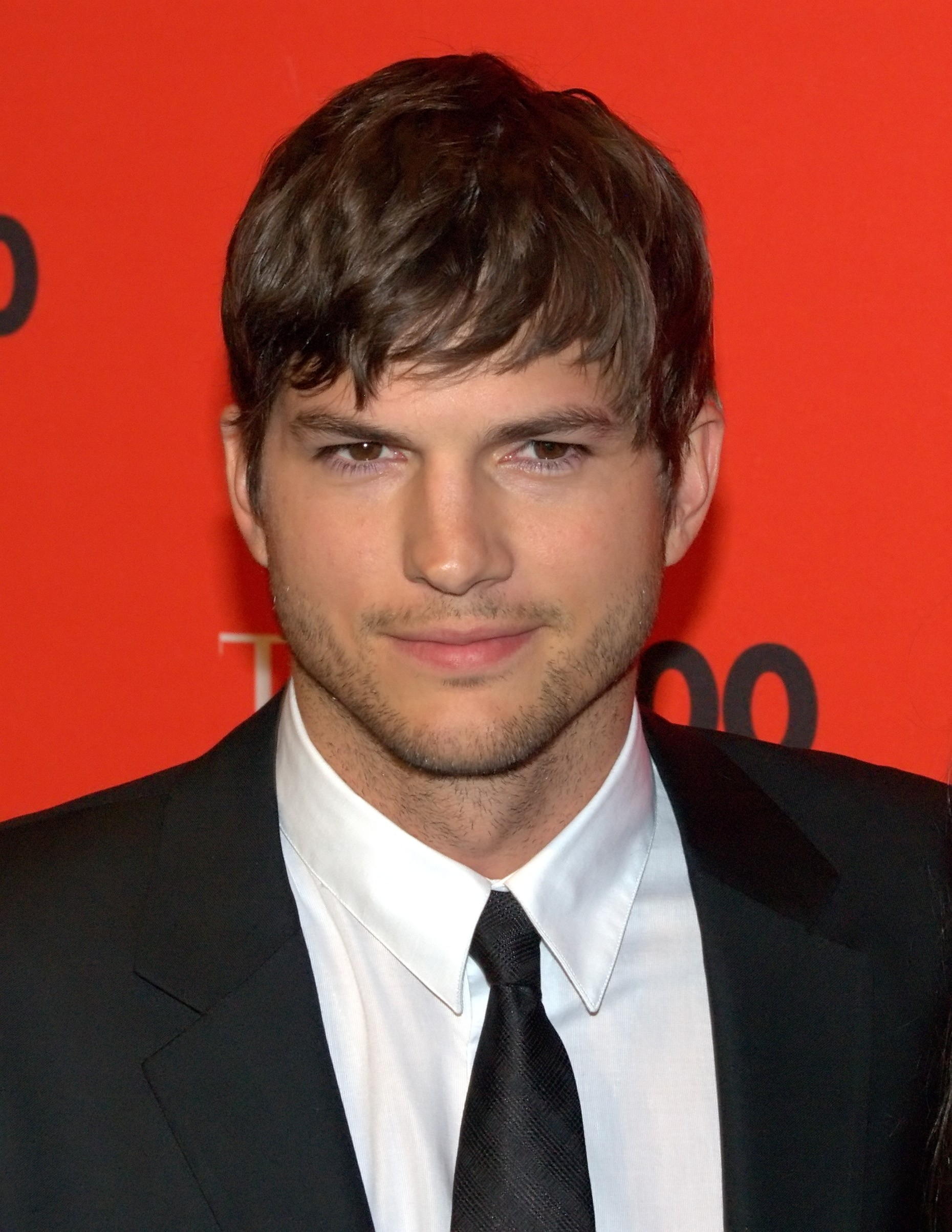
Ashton Kutcher (* 1978)

- 1102 – Matylda Anglická, římská císařovna a hraběnka z Anjou († 10. září 1167)
- 1379 – Ču Jou-tun, kníže z Čou, čínský básník a spisovatel († 8. července 1439)
- 1478 – Thomas More, anglický politik († 6. července 1535)
- 1500 – João de Castro, portugalský mořeplavec († 6. června 1548)
- 1559 – Kateřina Bourbonská, navarrská princezna († 13. února 1604)
- 1688 – Marie Luisa Hesensko-Kasselská, lankraběnka Hesensko-Kasselská a princezna oranžská († 9. dubna 1765)
- 1693 – Anna Ivanovna, ruská carevna († 28. října 1740)
- 1709 – Charles de Brosses, francouzský badatel († 7. května 1777)
- 1741 – Henry Fuseli, švýcarský malíř († 16. dubna 1825)
- 1804 – John Deere, americký kovář († 17. května 1886)
- 1805 – Louis Auguste Blanqui, francouzský socialista a revolucionář († 1. ledna 1881)
- 1812 – Charles Dickens, anglický spisovatel († 8. června 1870)
- 1822 – Joaquín Gaztambide, španělský skladatel († 18. března 1870)
- 1823
  - Richard Genée, rakouský operetní libretista a skladatel († 15. června 1895)
  - George Washington Wilson, skotský královský dvorní fotograf († 9. března 1893)
- 1824 – William Huggins, anglický astronom († 12. května 1910)
- 1825 – Cristóbal Oudrid, španělský klavírista, dirigent a skladatel († 13. března 1877)
- 1840 – Charles Warren, policejní komisař Londýna († 21. ledna 1927)
- 1845 – Josef Pommer, rakouský pedagog, sběratel lidových písní a politik († 25. listopadu 1918)
- 1867 – Laura Ingalls Wilder, americká spisovatelka († 10. února 1957)
- 1870
  - Alfred Adler, rakouský lékař a psycholog († 28. května 1937)
  - Pjotr Berngardovič Struve, ruský filozof, historik a ekonom († 22. února 1944)
- 1873 – Thomas Andrews, hlavní konstruktér Titanicu († 15. dubna 1912)
- 1877
  - Camillo Caccia Dominioni, italský katolický duchovní a kardinál († 12. listopadu 1946)
  - G. H. Hardy, anglický matematik († 1. prosince 1947)
- 1883 – Eubie Blake, americký textař a skladatel ragtimu, jazzu a populární hudby († 12. února 1983)
- 1885 – Sinclair Lewis, americký romanopisec a dramatik († 10. ledna 1951)
- 1887 – Leo Spitzer, rakousko-americký, filolog, historik a literární kritik († 16. září 1960)
- 1889 – Harry Nyquist, americký informatik a fyzik švédského původu († 4. dubna 1976)
- 1890 – Walter Dexel, německý malíř a grafik († 8. června 1973)
- 1896 – Jacob Paludan, dánský spisovatel († 26. září 1975)
- 1904 – Ernst Ginsberg, německý herec a filmový režisér († 3. prosince 1964)
- 1905
  - Paul Nizan, francouzský filozof a spisovatel († 23. května 1940)
  - René de Possel, francouzský matematik († 1974)
  - Ulf von Euler, švédský fyziolog a farmakolog († 9. března 1983)
- 1906
  - Oleg Antonov, ruský letecký konstruktér († 4. dubna 1984)
  - Pchu I, poslední čínský císař († 17. října 1967)
- 1909
  - Valentina Petrinská-Muchinová, ruská spisovatelka († 5. června 1993)
  - Hélder Câmara, brazilský teolog, arcibiskup v Recife († 27. srpna 1999)
- 1910
  - Štefan Bašťovanský, primátor Bratislavy, generální tajemník Komunistické strany Slovenska († 27. listopadu 1952)
  - Max Bense, německý filozof a teoretik umění a vědy († 29. dubna 1990)
- 1913 – Ramón Mercader, španělský komunista, vrah Trockého († 18. října 1978)
- 1917 – Alexandr Beer, generál Armády České republiky († 31. prosince 2015)
- 1918 – Peter Blau, americký sociolog († 12. března 2002)
- 1925 – Marius Constant, francouzský skladatel a dirigent († 15. května 2004)
- 1926
  - Konstantin Feoktistov, sovětský vědec a kosmonaut († 21. listopadu 2009)
  - Estanislao Karlic, argentinský kardinál
- 1927
  - Juliette Gréco, francouzská zpěvačka, herečka a šansoniérka
  - Vladimir Kuc, sovětský běžec na dlouhé tratě, olympijský vítěz († 16. srpna 1975)
- 1931 – Pierre Chambon, francouzský genetik
- 1932
  - Alfred Worden, americký vojenský letec a kosmonaut z projektu Apollo († 18. března 2020)
  - Vasilij Kuzněcov, sovětský atlet, desetibojař († 6. srpna 2001)
- 1933 – Stuart Burrows, velšský operní pěvec
- 1934
  - King Curtis, americký virtuózní saxofonista († 13. srpna 1971)
  - Edward Fenech Adami, prezident a premiér Malty
- 1935 – Slavomír Stračár, slovenský politik, ministr československých vlád († 21. srpna 1990)
- 1938 – Petar Gligorovski, makedonský malíř, fotograf, režisér a scenárista animovaných filmů († 4. prosince 1995)
- 1940
  - Tošihide Masukawa, japonský fyzik
  - Dubravka Tomšičová, slovinská klavíristka a hudební pedagožka
- 1941
  - Leslie Lamport, americký matematik a informatik
  - Ella Poljakovová, ruská aktivistka
- 1945 – Gerald Davies, velšský ragbista
- 1946 – Pete Postlethwaite, britský divadelní, filmový a televizní herec († 2. leden 2011)
- 1949
  - Alan Lancaster, britský baskytarista
  - Bert Sommer, americký zpěvák a kytarista († 23. července 1990)
- 1951 – Patrick Allen, generální guvernér Jamajky
- 1952 – Vasco Rossi, italský zpěvák, skladatel a producent
- 1954 – Dieter Bohlen, německý hudebník, hudební skladatel
- 1956
  - Zinaida Greceanîi, předsedkyně vlády Moldavska
  - Mark St. John, americký zpěvák a kytarista († 5. dubna 2007)
- 1960
  - Urszula Kasprzak, polská rocková zpěvačka
  - James Spader, americký herec
- 1965 – Chris Rock, americký herec a komik
- 1978
  - Ashton Kutcher, americký herec a model
  - Daniel Van Buyten, belgický fotbalista
- 1983 – Christian Klien, rakouský pilot Formule 1
- 1990 – Steven Stamkos, kanadský hráč NHL
- 1996 – Čon Džong-won, jihokorejský sportovní lezec

## Úmrtí

### Česko

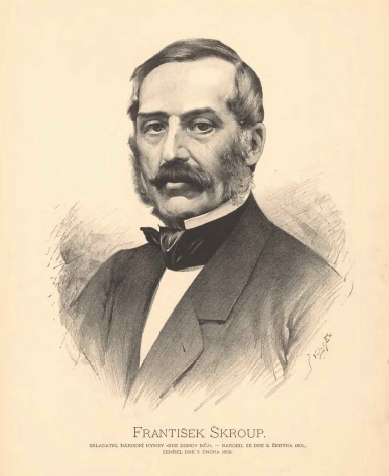
František Škroup († 1862)

- 0999 – Boleslav II., český kníže
- 1451 – Petr z Mladoňovic, český spisovatel (* okolo 1390)
- 1748 – Karel Josef Hiernle, český sochař a řezbář vrcholného baroka (* 1693)
- 1862 – František Škroup, český hudebník, dirigent a skladatel (* 3. června 1801)
- 1871 – Martin Alexander Přibyl, kněz, národní buditel, archeolog a básník (* 14. prosince 1803)
- 1880 – Jan Bělský, český architekt a stavitel (* 18. prosince 1815)
- 1882 – Josef Ehrenberger, český spisovatel (* 22. července 1815)
- 1897 – Gustav Eim, český novinář a politik (* 7. října 1849)
- 1907 – Martin Josef Říha, římskokatolický teolog (* 11. listopadu 1839)
- 1929 – Josef Tittel, teolog, kanovník olomoucké kapituly (* 6. října 1849)
- 1945 – Zdeněk Bořek Dohalský, český šlechtic, člen protinacistického odboje a novinář (* 10. května 1900)
- 1955 – Julius Komárek, profesor zoologie, spisovatel (* 15. srpna 1892)
- 1958 – Tomáš Koutný, československý novinář a politik (* 2. dubna 1879)
- 1960 – Vincenc Kramář, historik umění a sběratel (* 8. května 1877)
- 1962 – Metoděj Prajka, lidový muzikant, hudební skladatel a kapelník (* 5. července 1898)
- 1977 – Alois Liška, český generál (* 20. listopadu 1895)
- 1989 – Josef Kábrt, malíř, grafik, ilustrátor, animátor, režisér a scenárista (* 14. října 1920)
- 1993 – Radek Pilař, výtvarník (* 23. dubna 1931)
- 1994 – Bohuš Balajka, literární historik a kritik (* 13. května 1923)
- 2003 – Arnošt Štáfl, malíř (* 3. prosince 1909)
- 2008 – Viktor Dobal, český chemik a politik (* 11. března 1947)
- 2009 – Jarmila Skalková, česká pedagožka (* 21. ledna 1924)
- 2011 – Pavel Vašák, literární teoretik (* 10. února 1941)
- 2017 – Antonín Přidal, překladatel a spisovatel (* 13. října 1935)

### Svět

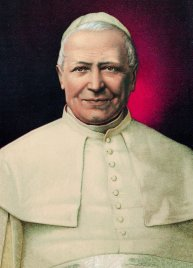
Pius IX. († 1878)

- 1003 – Rozala Italská, flanderská hraběnka a francouzská královna (* ?)
- 1045 – Go-Suzaku, 69. japonský císař (* 14. prosince 1009)
- 1317 – Robert z Clermontu, hrabě z Bourbonu a z Clermontu z dynastie Kapetovců (* 1256)
- 1320 – Jan Muskata, biskup krakovský a diplomat (* 1250)
- 1632 – Markéta Gonzaga, vévodkyně lotrinská (* 2. října 1591)
- 1639 – Orazio Gentileschi, italský barokní malíř (* 9. července 1563)
- 1723 – Carlo Francesco Pollarolo, italský varhaník a hudební skladatel (* ? 1653)
- 1725 – Johann Philipp Krieger, německý barokní hudební skladatel a varhaník (* 25. února 1649)
- 1799 – Čchien-lung, čínský císař (* 25. září 1711)
- 1801 – Daniel Chodowiecki, německý grafik a malíř (* 16. října 1726)
- 1808 – Jan van Os, nizozemský malíř (* 23. února 1744)
- 1823 – Ann Radcliffová, anglická spisovatelka (* 9. července 1764)
- 1837 – Gustav IV. Adolf, švédský král (* 1. listopadu 1778)
- 1864 – Vuk Stefanović Karadžić, srbský jazykovědec a reformátor srbštiny (* 7. listopadu 1787)
- 1871 – Rudolf Ritter von Feistmantel, rakouský lesník a entomolog (* 22. července 1805)
- 1873 – Joseph Sheridan Le Fanu, irský prozaik, básník a dramatik (* 28. srpna 1814)
- 1878 – Pius IX., papež římskokatolické církve (* 13. května 1792)
- 1881 – Alžběta Thurn-Taxis, německá knížecí princezna a vévodkyně z Braganzy (* 28. května 1860)
- 1893 – Auguste Boniface Ghiesbreght, belgický botanik a cestovatel (* 10. března 1810)
- 1898 – Adolfo Farsari, italský fotograf (* 11. února 1841)
- 1910 – Josef Schöffel, rakouský novinář a politik (* 29. června 1832)
- 1915 – Cemile Sultan, osmanská princezna a dcera sultána Abdulmecida I. (* 18. srpna 1843)
- 1920 – Alexandr Vasiljevič Kolčak, ruský admirál (* 16. listopadu 1874)
- 1922 – Guillermo de Osma y Scull, španělský diplomat, archeolog a politik (* 24. ledna 1853)
- 1925 – Andreas Bang-Haas, dánský entomolog (* 6. prosince 1846)
- 1937 – Elihu Root, americký právník a politik, nositel Nobelovy ceny míru (* 15. února 1845)
- 1939 – Anselm Polanco, blahoslavený, španělský mučedník (* 16. dubna 1881)
- 1942 – Dorando Pietri, italský maratónec (* 16. října 1885)
- 1944 – Robert Ezra Park, americký sociolog (* 14. února 1864)
- 1958 – Betty MacDonaldová, americká spisovatelka (* 26. března 1907)
- 1959 – Guitar Slim, americký bluesový hudebník (* 10. prosince 1926)
- 1960 – Igor Kurčatov, sovětský jaderný fyzik (* 8. ledna 1903)
- 1964 – Flaminio Bertoni, italský automobilový designér, malíř a sochař (* 10. ledna 1903)
- 1967 – Lajos Egri, americký dramatik maďarského původu (* 4. června 1888)
- 1976 – Elijahu Kitov, rabín, vychovatel a spisovatel (* 22. března 1912)
- 1978 – Keizó Komura, admirál japonského císařského námořnictva (* 20. července 1896)
- 1979 – Josef Mengele, německý nacistický lékař, válečný zločinec (* 16. března 1911)
- 1980 – Secondo Campini, italský letecký konstruktér (* 28. srpna 1904)
- 1986 – Minoru Yamasaki, americký architekt japonského původu (* 1. prosince 1912)
- 1990 – Alan J. Perlis, americký informatik (* 1. dubna 1922)
- 1994 – Witold Lutosławski, polský skladatel a dirigent (* 25. ledna 1913)
- 1996 – Robert Rakouský-d'Este, rakouský arcivévoda (* 8. února 1915)
- 1999 – Husajn I., jordánský král (* 14. listopadu 1935)
- 2003 – Lidija Selichovová, sovětská rychlobruslařka (* 19. března 1922)
- 2004 – Raija Siekkinenová, finská spisovatelka, povídkářka (* 11. února 1953)
- 2005 – Atli Pætursson Dam, předseda vlády Faerských ostrovů (* 12. září 1932)
- 2006
  - Elton Dean, britský saxofonista (* 28. října 1945)
  - Durru Shehvar, osmanská princezna a dcera sultána Abdulmecida II. (* 26. ledna 1914)
- 2007 – Alan MacDiarmid, novozélandský chemik, Nobelova cena za chemii 2000 (* 14. dubna 1927)
- 2010 – William Tenn, americký spisovatel sci-fi (* 9. května 1920)
- 2011 – Franz Bydlinski, rakouský právník (* 20. listopadu 1931)
- 2012 – Sergio Larrain, chilský fotograf (* 5. listopadu 1931)
- 2020 – Li Wen-liang čínský oftalmolog  (* 12. října 1986)

## Svátky

### Česko
- Veronika, Verona
- Berenika
- Romuald

### Svět
- Slovensko: Vanda
- Grenada: Den nezávislosti

## Pranostiky

### Česko
- Svatý Radko – na poli hladko.

| 7. únor v pražském KlementinuÚdaje jsou platné k 29. 4. 2025. | 7. únor v pražském KlementinuÚdaje jsou platné k 29. 4. 2025. | 7. únor v pražském KlementinuÚdaje jsou platné k 29. 4. 2025. |
| minimum                                                       | denní průměr                                                  | maximum                                                       |
| ------------------------------------------------------------- | ------------------------------------------------------------- | ------------------------------------------------------------- |
| −20,8 °C (1895)                                               | 2,0 °C (od 1961)                                              | 14,2 °C (2004)                                                |